# جدل القسم بالقران في الكونغرس الأمريكي 110

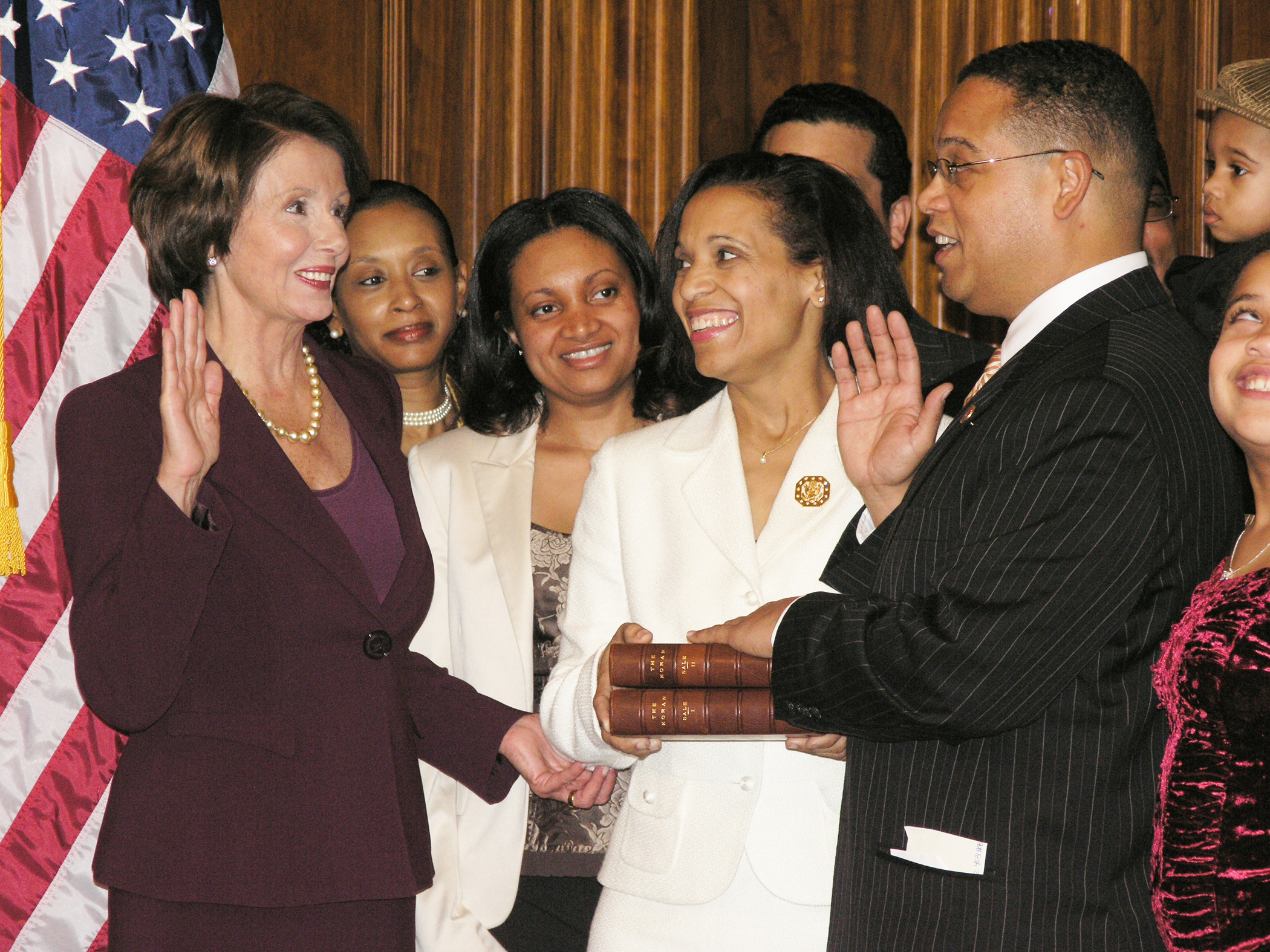
إعادة تمثيل أليسون للصور لأداء اليمين في حفل مصحف توماس جيفرسون

في منتصف (نوفمبر) 2006، أفيد أن كيث إليسون، أول مسلم أنتخب لعضوية الكونغرس الأمريكي. سيؤدي اليمين الدستورية (كممثل للمنطقة الخامسة الكونغرس في مينيسوتا) ويده على القرآن.  ردًا على الأخبار، انتقد الناقد الإعلامي دينيس براغر القرار في أواخرنوفمبر 2006، في مقال بعنوان «أمريكا، وليس كيث أليسون من يقرر الكتاب الذي يؤدي فيه عضو الكونجرس يمينه»، قائلاً: «من هو أليسون وماذا يقول أنصار المسلمين واليساريين إن ما تعتبره أمريكا أقدس كتاب لها ليس له أي عواقب؛ فكل ما يهم هو ما يعتبره أي فرد أقدس كتاب له».
اجتذب المقال اهتمام وطني من مؤيدي كل من إليسون وبراجر. قدم مع حقيقة أن جميع أعضاء مجلس النواب يقسمون بشكل جماعي دون استخدام أي نص ديني، وأن هذه الأعمال تستخدم فقط في إعادة تمثيل المراسم بعد ذلك، صرح براغر «أن هذا هو بيت القصيد لأن المراسم هي ماتهم».
أصبح الجدل أكثر حدة عند النائب. أصدر فيرجيل غود (جمهوري - فرجينيا) خطابًا إلى منتخبيه يوضح وجهة نظره بأن قرار أليسون باستخدام القرآن يمثل تهديدًا للقيم والمعتقدات التقليدية للولايات المتحدة الأمريكية. إذا لم يفق المواطنون الأمريكيون. وتبنى موقف فيرجيل غود بشأن الهجرة، فمن المحتمل أن يكون هناك عدد أكبر من المسلمين يُنتخبون لتولي مناصب ويطالبون باستخدام القرآن ". تسبب جدال فيرجيل في إثارة حنق العديد من أعضاء الكونجرس.
واستمر أليسون في استخدام الترجمة الإنجليزية للمصحف المملوك لتوماس جيفرسون، قرآن محمد لجورج، في مراسم أداء اليمين. 

## النصوص الدستورية
ينص دستور الولايات المتحدة على أنه «لا يجوز مطلقاً المطالبة بأي اختبار ديني كمؤهل لأي منصب أو ثقة عامة في الولايات المتحدة» ولم يقسم أربعة رؤساء على الأقل اليمين على االإِنْجِيل.
نفى براجر في مقالته حول هذا الموضوع في (ديسمبر) 2006 أنه كان يروج لاختبار ديني، على الرغم من موقفه بأنه لا ينبغي السماح لأليسون بأداء يمينه على القرآن. اشار القانوني، يوجين فولوخ، إلى أن الدستور ينص على أن المسؤولين يجب أن يلتزموا بقسم أو تأكيد، لدعم هذا الدستور؛ ولكن لا يلزم إجراء اختبار ديني على الإطلاق. إن خيار إعطاء تأكيد بدلاً من القسم يظهر الدستور بذلك يصرح بالفعل صراحةً للناس بعدم القسم على الإطلاق، ولكن بالتأكيد، دون الرجوع إلى الله أو إلى عمل مقدس. وهكذا فإن الملحدين محميين، وكذلك أعضاء بعض الجماعات المسيحية [مثل الكويكرز ]. لماذا لا يتمتع المسلمون والآخرون بالحماية من الاضطرار إلى أداء طقوس دينية تتذرع بدين لا يؤمنون به؟ "  أعلنت مازي هيرونو، بوذية الديانة، أنها ستستخدم خيار التأكيد وبدون القسم أي نص ديني في حفل أداء اليمين.

## استخدام نصوص أخرى لأداء اليمين

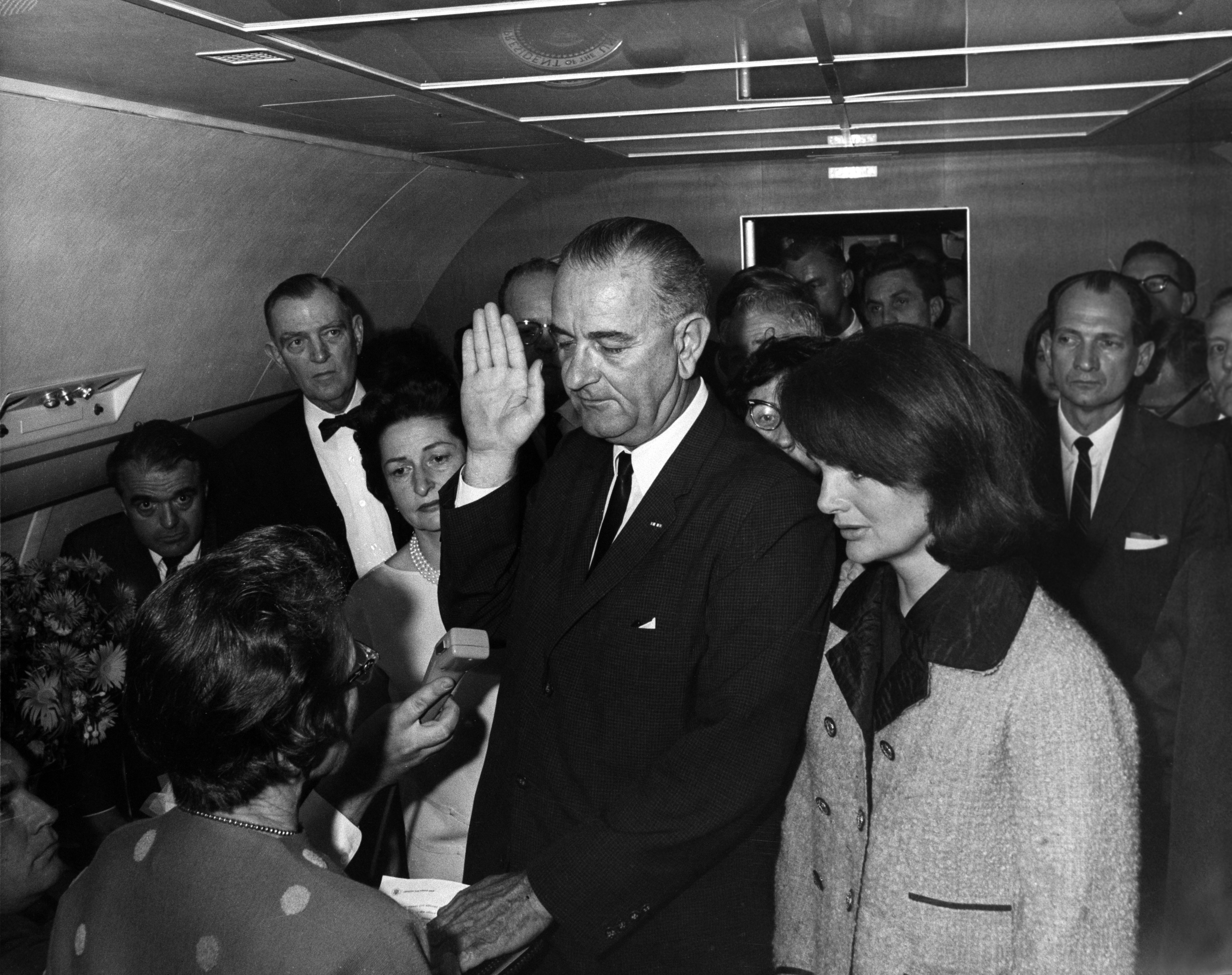
ليندون جونسون يؤدي اليمين على متن طائرة الرئاسة مع قداس كاثوليكي.

على الرغم من ادعاء براجر أن أداء اليمين على الإِنْجِيل هو «تقليد لم ينقطع منذ جورج واشنطن»،  أدى جون كوينسي آدامز القسم الرئاسي على مجلد قانون يحتوي على نسخة من الدستور في عام 1825. وفي عام 1853، أدى فرانكلين بيرس القسم بدلاً من اليمين. أشارت مصادر أخرى إلى أنه بعد اغتيال جون كينيدي، تم استخدام قداس كاثوليكي، حيث لم يتم العثور على الكتاب المقدس عندما تحتم على ليندون جونسون (الذي لم يكن كاثوليكيًا إلى تولي الرئاسة.
تفيد مكتبة الكونجرس أن «جون كينيدي، على أنه أول رئيس كاثوليكي منتخب، كان أول من استخدم نسخة كاثوليكية من الكتاب المقدس لأداء اليمين».

## براغر يلغي دعوة أليسون لوقف الخدمة
رغم أن براجر كتب سابقًا أنه لا ينبغي السماح لأليسون باستخدام القرآن في مراسم أداء اليمين، وأنه لا ينبغي أن يعمل في الكونجرس إذا كان غير قادر على أداء القسم على الإِنْجِيل،"  أشار لاحقًا في مقابلة مع إحدى الصحف أنه لا يعتقد أنه يجب منع إليسون من الخدمة.  في مقابلة مع أندريا ستون من صحيفة أمريكا اليوم، أشار براغر إلى أنه سيستمر في الكتابة والتحدث عن رأيه بأن إليسون والآخرين لا ينبغي أن يستخدموا القرآن في مراسم أداء اليمين مع الاعتراف بأن منع إليسون قانونيًا من استخدام القرآن يمكن أن يكون كذلك. مخالف للدستور. قال براجر "أنا لا أجادل في الشرعية. أنا أجادل فيما يجب علينا فعله. " 

## قرار مجلس ذكرى الهولوكوست بالولايات المتحدة
دعت منظمة العلاقات الأمريكية الإسلامية (كير) إلى إزالة براغر من المجلس المشرف على متحف ذكرى الهولوكوست بالولايات المتحدة. قال المدير التنفيذي لمجلس العلاقات الإسلامية الأمريكية: «لا ينبغي لأي شخص لديه مثل هذه الآراء المتعصبة وغير المتسامحة والمثيرة للانقسام أن يكون في مؤسسة يمولها دافعوا الضرائب وتسعى إلى توعية الأمريكيين بالتأثير المدمر الذي أحدثته الكراهية، ولا يزال يحدث، على كل مجتمع». كان بعض أعضاء المجلس التذكاري مثل إد كوخ صريحًا في الدعوة إلى إزالته. في النهاية، أصدرت اللجنة التنفيذية للمجلس قرارًا يفيد بأن المجلس «ينأى بنفسه عن تصريحات السيد براغر باعتبارها تتعارض مع مهمة متحف [الهولوكوست] كمؤسسة تعزز التسامح والاحترام لجميع الشعوب بغض النظر عن عرقهم، الدين أو العرق»

## تأثير النائب. فيرجيل قود

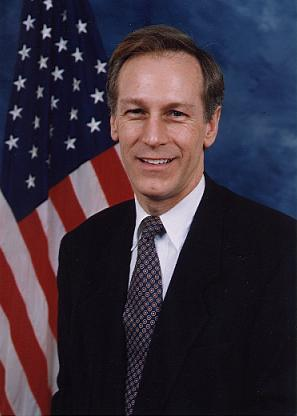
مندوب الولايات المتحدة. فيرجيل إتش جود الابن ، من الدائرة الخامسة في فيرجينيا

استحدث مستوى جديد من النزعة إلى الجدل عند الرد على "طوفان من رسائل البريد الإلكتروني من الناخبين حول قسم أليسون. كتب غود: "عندما أرفع يدي لأقسم اليمين، سيكون الإِنْجِيل في يدي الأخرى. تم انتخاب الممثل المسلم من مينيسوتا من قبل ناخبي تلك المنطقة وإذا لم يففق المواطنون الأمريكيون ويتبنون موقف فيرجيل غود بشأن الهجرة، فمن المحتمل أن يكون هناك عدد أكبر من المسلمين المنتخبين في مناصبهم ويطالبون باستخدام القرآن. . . أخشى أنه في القرن القادم سيكون لدينا المزيد من المسلمين في الولايات المتحدة إذا لم نتبنى سياسات الهجرة الصارمة التي أعتقد أنها ضرورية للحفاظ على القيم والمعتقدات التقليدية للولايات المتحدة الأمريكية ولمنع مواردنا من يتم إغراقها ". 
أثارت رسالة فيرجيل الكثير من الانتقادات من الجماعات الإسلامية الأمريكية المناصرة ومن المشرعين الأمريكيين. من بين أولئك الذين انتقدوا فيرجيل، كان النواب. بيل باسكريل (جمهوري-نيوجيرسي) وجيم موران (ديمقراطي-فرجينيا) ومايك هوندا (ديم-كاليفورنيا) ورام إيمانويل (دي-إلينوي) ونانسي بيلوسي (جمهوري-كاليفورنيا) بالإضافة إلى أعضاء مجلس الشيوخ بوب مينينديز (جمهوري- نيوجيرسي) وليندسي جراهام (جمهوري - SC).[بحاجة لمصدر]
وقال المتحدث باسم فيرجيل، لينوود دنكان، «لن يكن هناك اعتذار، وأن عضو الكونجرس متمسك بالخطاب». 

## مصحف توماس جيفرسون

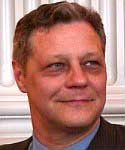
مارك ديمونيشن ، رئيس قسم الكتب النادرة والمجموعات الخاصة ، مكتبة الكونغرس.

في (يناير) 2007، أعلنت صحيفة واشنطن بوست أن أليسون «سيحتفظ بالنسخة الشخصية التي كان يمتلكها توماس جيفرسون ذات مرة»
صرح مارك ديمونسيون، رئيس قسم الكتب النادرة والمجموعات الخاصة بمكتبة الكونغرس إنه اتصل به في أوائل ديسمبر 2006 من قبل إليسون، الذي قال له «إنه يريد استخدام مصحف»
قال ريك جويرت المتحدث باسم أليسون «كيث يحترم ليس فقط إيمان الآباء المؤسسين بالحرية الدينية ولكن للدستور نفسه». تحدث إليسون، الذي قيل في الأصل عن القرآن من رسالة مجهولة المصدر، قال إن استخدام مصحف جيفرسون يوضح نقطة:

## يوم افتتاح المؤتمر ال 110

### إليسون في خدمة الحوار بين الأديان
في (يناير) 2007، قبل الجلسة الأولى للمؤتمر الـ 110، تلا إليسون آية الحجرات يَٰٓأَيُّهَا ٱلنَّاسُ إِنَّا خَلَقْنَٰكُم مِّن ذَكَرٍۢ وَأُنثَىٰ وَجَعَلْنَٰكُمْ شُعُوبًا وَقَبَآئِلَ لِتَعَارَفُوٓاْ ۚ إِنَّ أَكْرَمَكُمْ عِندَ ٱللَّهِ أتقى ٰكمْ ۚ إِنَّ ٱللَّهَ عَلِيمٌ خَبِيرٌ

### إعادة تشريع الاحتفالية
بعد أن أدى أعضاء مجلس النواب، كان من المقرر لأليسون ألتقاط أول صورة مع رئيسة مجلس النواب الجديدة نانسي بيلوسي.على الرغم من أن مكتبة الكونجرس تقع مباشرة عبر الشارع من مبنى الكابيتول، إلا أن مصحف توماس جيفرسون استغرق خمس عشرة دقيقة للوصول حيث تم إحضاره عبر «طريق طويل ومتعرج تحت الأرض عبر الأنفاق... لحماية القرآن من العوامل الجوية». 
أعجب إليسون بالمجموعة المكونة من مجلدين، قائلاً «انظر إلى ذلك. هذا شيء آخر. يا إلهي. هذا عظيم.» بعد بضع دقائق، وصلت نانسي بيلوسي والتُقطت صور لقسم احتفالي. كان هناك الكثير من أفراد عائلة إليسون في الحضور لدرجة أن الحفل أُجري على مرحلتين. من بين عائلته والدته كليدا إليسون التي اعتقدت أن الجدل كان له تأثير إيجابي، «لأن الكثير من الناس في أمريكا سوف يتعلمون ما هو التنوع في أمريكا».

## ما بعد الكارثة
في 12 ديسمبر 2017، تمت مقابلة تيد كروكيت، المتحدث باسم مرشح مجلس الشيوخ في ولاية ألاباما، تيد كروكيت، على شبكة سي إن إن، دافعًا عن تصريح مور بأنه لا ينبغي السماح للمسلمين بالخدمة في كونغرس الولايات المتحدة بناءً على الاعتقاد غير الدقيق بأن جميع أعضاء الكونجرس القادمين ملزمون قانونًا بأداء قسم الخدمة على الكتاب المقدس المسيحي. أبلغ المحاور، جيك تابر، كروكيت أن هذا ليس صحيحًا وقد يختار الأعضاء الجدد أداء قسمهم على الكتاب المقدس العبري أو القرآن كما فعل إليسون. بدا أن كروكيت تائهًا في الرد، مشيرًا إلى أنه لم يكن على علم بانتخاب إليسون، أو ظروف توليه المنصب.
في (يناير) 2019، أدى كل من إلهان عمر، خليفة إليسون كممثل من ولاية مينيسوتا، ورشيدة طليب، النائبة المنتخبة حديثًا من ميتشيغان، اليمين الدستورية في الكونغرس باستخدام نسخ من القرآن.
في 27 يناير 2021، تم نشر مقطع فيديو لمارجوري تايلور جرين، الممثلة الجمهورية من جورجيا والمؤيد المعلن لنظرية مؤامرة QAnon ، وهي تسير في مبنى الكابيتول الأمريكي في 22 فبراير 2019 (قبل انتخابها لعضوية الكونجرس)، بحجة أنه يجب مطالبة عمر وطليب بإعادة أداء القسم على الكتاب المقدس المسيحي، وإلا لا يمكن اعتبارهما أعضاء «شرعيين» في الكونغرس.